# Posht-e Sar
Posht-e Sar (persiska: پشت سر) är en ort i provinsen Kerman i Iran. Den ligger i den sydöstra delen av landet, 1 152 meter över havet och folkmängden uppgår till cirka 190 invånare.

## Geografi
Terrängen runt Posht-e Sar är huvudsakligen kuperad, men åt nordost är den platt. Runt Posht-e Sar är det ganska glesbefolkat. Närmaste större samhälle är Geshmīrān, cirka 10 km nordost om Posht-e Sar. Trakten runt Posht-e Sar är ofruktbar med lite eller ingen växtlighet. I trakten råder ett hett ökenklimat.